# Santo (nome)
Santo  è un nome proprio di persona italiano maschile.

## Varianti
- Maschili: Sante, Santi[1][2][3]
  - Alterati: Santino[1][2][3][4], Santuccio[3], Santuzzo[3], Santillo[3], Santolo[3]
- Femminili: Santa[1][2][3][4]
  - Alterati: Santina[1][2][3][4], Santuccia[3], Santuzza[3][4], Santella[3], Santilla[3], Santarella[2][3], Santarellina[2], Santola[3]

### Varianti in altre lingue
- Catalano: Sant[5]
- Spagnolo: Santo[5]
- Tardo latino: Sanctus[1][2]
  - Femminili: Sancta[1][2]

## Origine e diffusione

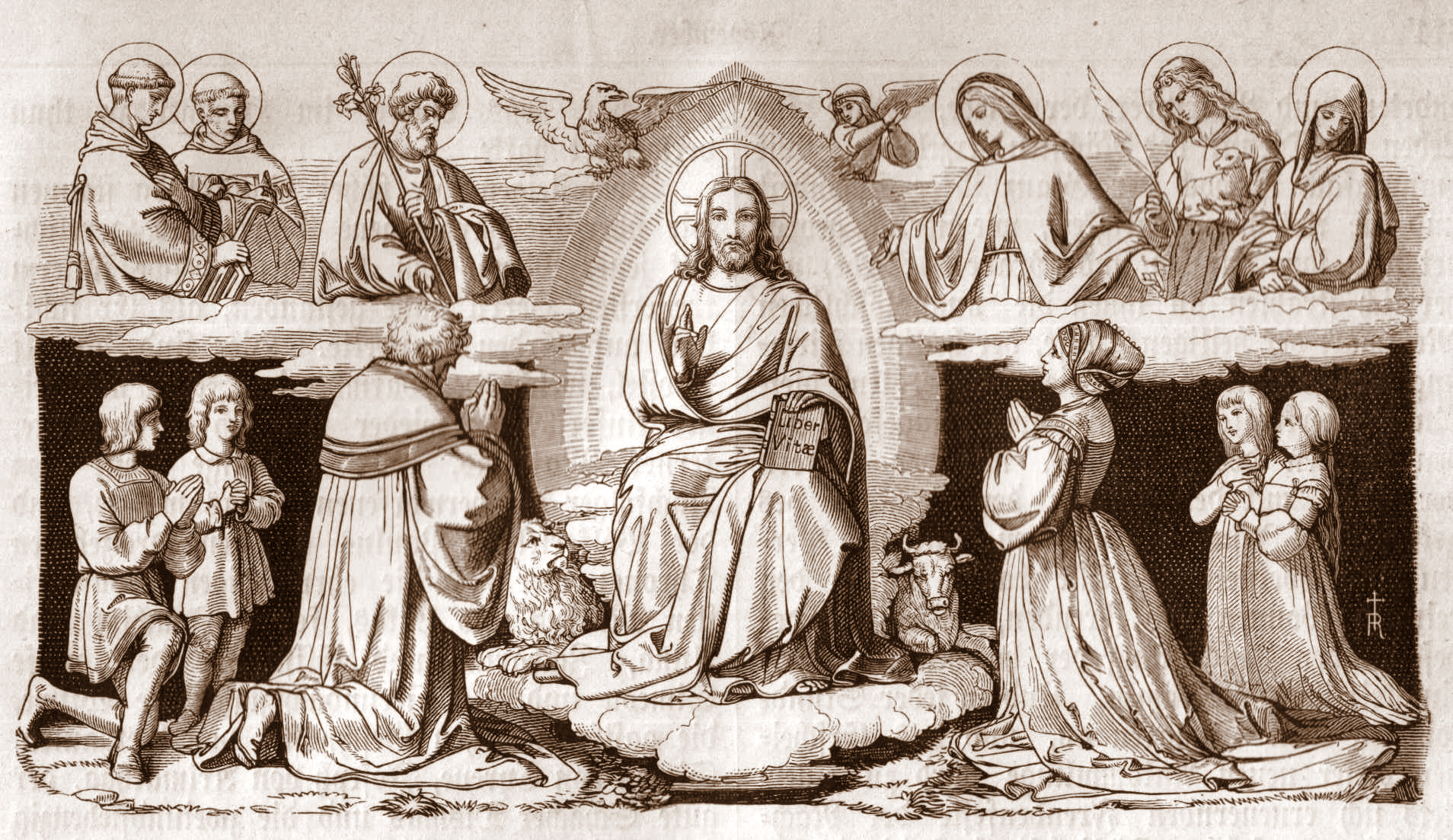
Cristo raffigurato insieme a diversi santi

Dal nome medievale Santo, di chiaro valore affettivo o augurale, basato sull'aggettivo o sostantivo "santo" (etimologicamente dal latino sanctus). Originariamente un nome pagano, si diffuse ben presto in ambienti cristiani con il significato di "sacro", "dedicato a Dio".
Per quanto riguarda la diffusione di questo nome, va detto che Santo si riscontra per lo più in Sicilia, assieme al suo vezzeggiativo femminile Santuzza. Quest'ultima forma si è diffusa grazie al nome di una delle protagoniste della Cavalleria rusticana di Pietro Mascagni. I diminutivi o vezzeggiativi quali Santillo, Santolo e Santola, invece, risultano accentrati in Puglia e Campania.
Il nome spagnolo Sancho potrebbe essere un derivato di Santo.

## Onomastico
L'onomastico si può festeggiare il 2 giugno in memoria di san Sanzio o Santo, diacono e martire a Lione. Si annoverano anche alcuni santi e beati che hanno portato le forme diminutive del nome, fra i quali, alle date seguenti:
- 23 giugno, beata Maria Raffaella Cimatti, nata Santina Cimatti, fondatrice delle Suore ospedaliere della misericordia[7]
- 22 settembre, san Santino, vescovo di Meaux[8]
- 5 ottobre, beato Santo (o Sante) da Cori[9]
- 11 ottobre, san Santino, vescovo di Verdun[10][11]
- 15 dicembre, san Santulo, sacerdote di Norcia

Infine, l'onomastico può essere festeggiato anche il 1º novembre, nella ricorrenza di Ognissanti.

## Persone

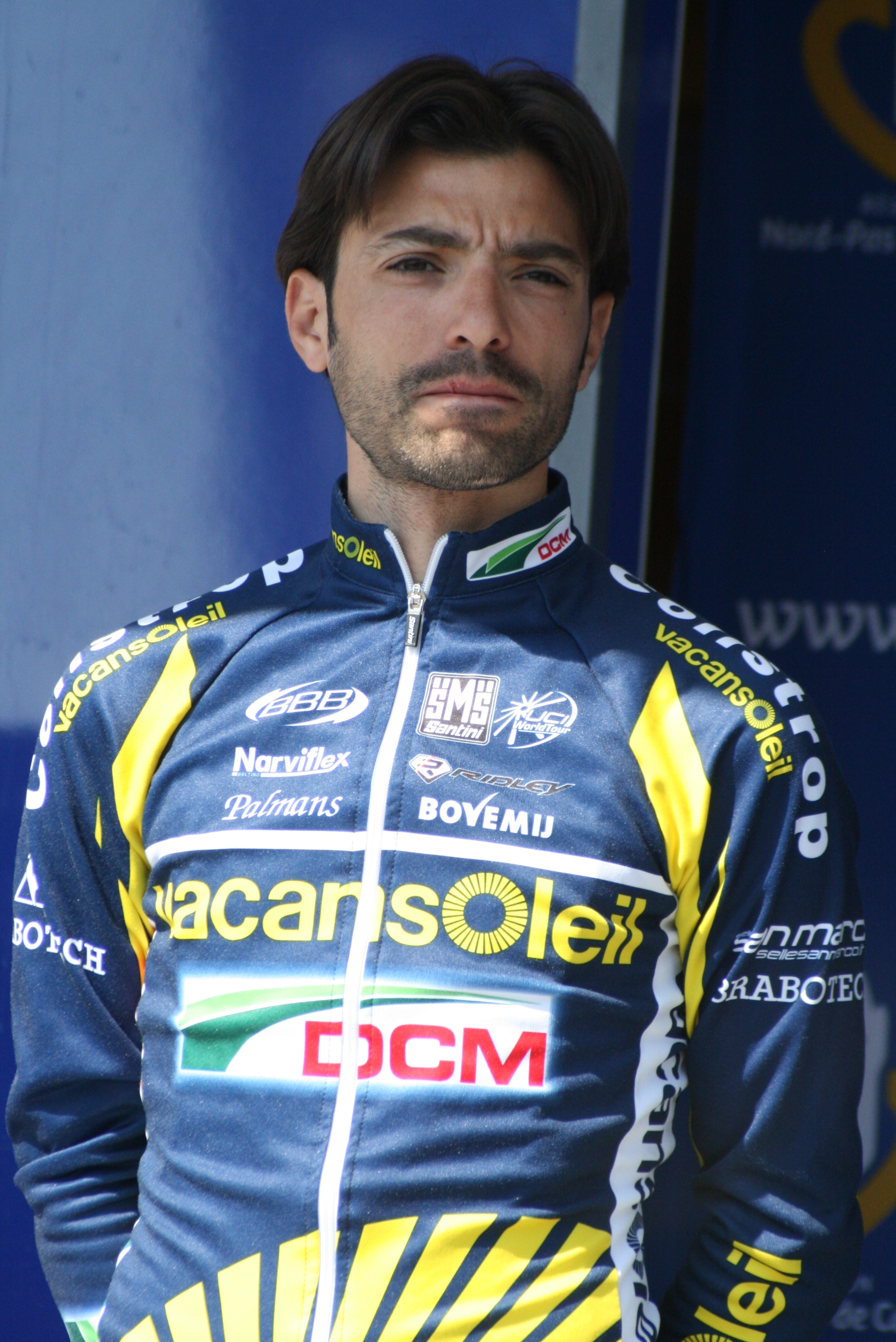
Santo Anzà

- Santo Anzà, ciclista su strada italiano
- Santo Barbato, calciatore italiano
- Santo Bertelli, pittore italiano
- Santo Loquasto, scenografo, costumista e designer statunitense
- Santo Marcianò, arcivescovo cattolico italiano
- Santo Mazzarino, storico italiano
- Santo Monti, sacerdote e storico italiano
- Santo Piazzese, scrittore italiano
- Santo Rossi, cestista italiano
- Santo Siorpaes, alpinista e militare italiano
- Santo Varni, scultore italiano
- Santo Versace, imprenditore, dirigente d'azienda, politico e dirigente sportivo italiano

### Variante Santino

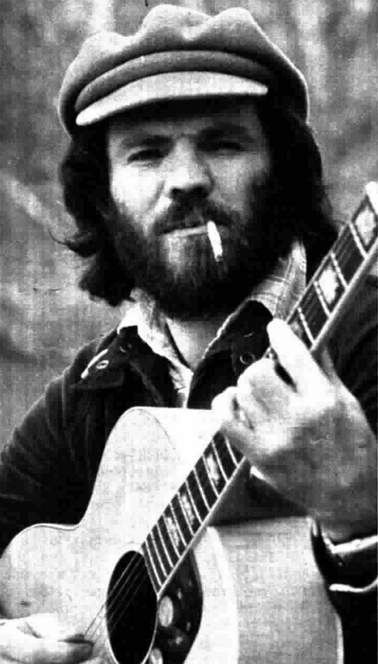
Santino Rocchetti

- Santino Ciceri, calciatore italiano
- Santino Coppa, allenatore di pallacanestro italiano
- Santino Ferrucci, pilota automobilistico statunitense
- Santino Garsi da Parma, musicista e compositore italiano
- Santino Maestri, calciatore italiano
- Santino Mondello, calciatore italiano
- Santino Quaranta, calciatore statunitense
- Santino Rocchetti, cantautore italiano
- Santino Solari, architetto e scultore italiano
- Santino Spinelli, musicista, compositore e insegnante italiano
- Santino Stillitano, hockeista su slittino italiano

### Varianti femminili
- Santuzza Calì, costumista e scenografa italiana
- Santuccia Carabotti, religiosa italiana
- Santa Scorese, serva di Dio italiana

## Il nome nelle arti
- Santuzza è un personaggio della novella Cavalleria rusticana di Giovanni Verga e della successiva omonima opera lirica di Pietro Mascagni.
- Santino Corleone è un personaggio del romanzo di Mario Puzo Il padrino, e delle opere da esso tratte.